# Iglesia de Santa María de la Cabeza (Antas)
La iglesia de Santa María de la Cabeza es una iglesia parroquial católica del siglo XVI situada en la localidad almeriense de Antas (España). Fue levantada en 1505 y dedicada originalmente a la Concepción. Su exterior es sencillo y en él destaca su torre campanario. El 31 de julio de 1936, el templo fue saqueado y clausurado por parte de milicianos locales durante la Guerra Civil.
Aunque construida en el siglo XVI, fue mejorada y decorada en la segunda mitad del siglo XVIII y en el XIX. Estas obras y reformas no son visibles debido al expolio sufrido durante la Guerra Civil, a posteriores intervenciones y al deterioro del templo. En 2018 fue inaugurada de nuevo tras las reformas realizadas. Las obras fueron costeadas por la Diputación de Almería, la Diócesis de Almería, el ayuntamiento de Antas, la parroquia y hermandades.